# 名張厚生協会
社会福祉法人 名張厚生協会（しゃかいふくしほういじん なばりこうせいきょうかい）は、三重県名張市にある社会福祉法人である。法人内には児童部門と老人部門があり、名張市朝日町に「名張厚生協会本部」と「児童養護施設」が併設されている。同市新田に「コウセイ介護支援サービス」「名張特別養護老人ホーム」「ショートステイ」「名張市養護老人ホームみさと園」、伊賀市緑ヶ丘に地域小規模児童養護施設「若葉」がある。名張厚生協会の歴史は古く名張市では老舗の施設である。

## 沿革
- 1929年6月 - 名張町方面事業後援会として発足。
- 1934年 - 名張市内に保育所を設置運営する。
- 1946年 - 「名張厚生協会」と改称。
- 1947年6月 - 生保施設 名張助産場として設置経営。
- 1950年 - 財団法人の認可を受け、1952年5月に社会福祉法人として認可を受ける。
- 1955年5月 - 名張養護学園を設置運営
- 1975年1月 - 名張特別養護老人ホーム 開設
- 1981年4月 - 名張市養護老人ホームみさと園 受託運営
- 1988年3月 - ショートステイ施設 開設
- 1999年12月 - コウセイ介護支援サービス 事業所開設
- 2005年7月 - 地域小規模児童養護施設「若葉」開設
- 2008年9月 - コウセイ訪問介護サービス 事業所開設（2013年5月 事業所閉設）